# John Montagu-Douglas-Scott
John Charles Montagu-Douglas-Scott, 7e duc de Buccleuch et 9e duc de Queensberry (30 mars 1864 – 19 octobre 1935) est homme politique et pair britannique.

## Biographie
Il est le fils de William Montagu-Douglas-Scott, sixième duc de Buccleuch et de Louisa Jane Hamilton. Le 30 janvier 1893, il se marie avec Margaret Bridgeman (1872-1954), fille de George Bridgeman, quatrième comte de Bradford, et de Ida Frances Annabella Lumley. Le couple a huit enfants :
- Margaret Ida Montagu-Douglas-Scott (1893-1976), mariée en 1926 à l'amiral Geoffrey Hawkins (1895-1980).
- Walter John Montagu-Douglas-Scott, huitième duc de Buccleuch (1894–1973)
- William Walter Montagu-Douglas-Scott (1896–1958), marié en 1937 à Rachel Douglas-Home (1910-1996) (fille de Charles Douglas-Home (13e comte de Home)).
- Sybil Anne Montagu-Douglas-Scott (1899–1990), mariée en 1919 à Charles Phipps (1889-1960).
- Lady Alice Christabel Montagu-Douglas-Scott (1901–2004), mariée au prince Henry, duc de Gloucester.
- Mary Theresa Montagu-Douglas-Scott (1904–1984), mariée en 1929 à David Cecil, 6e marquis d'Exeter (1905-1981), divorcés en 1946.
- Angela Christine Rose Montagu-Douglas-Scott (26 décembre 1906 - 28 septembre 2000), mariée en 1936 avec le vice-amiral Sir Peter Dawnay (1904-1989).
- George Francis John Montagu-Douglas-Scott (8 juillet 1911-8 juin 1999), marié en 1938 à Mary Bishop (1911-1998).

John est représentant du Roxburghshire au Parlement de 1895 à 1906. De 1914 à 1935, il est capitaine de la Royal Company of Archers.